# Cerapachys foreli
Cerapachys foreli är en myrart som först beskrevs av Santschi 1914.  Cerapachys foreli ingår i släktet Cerapachys och familjen myror. Inga underarter finns listade i Catalogue of Life.

## Bildgalleri

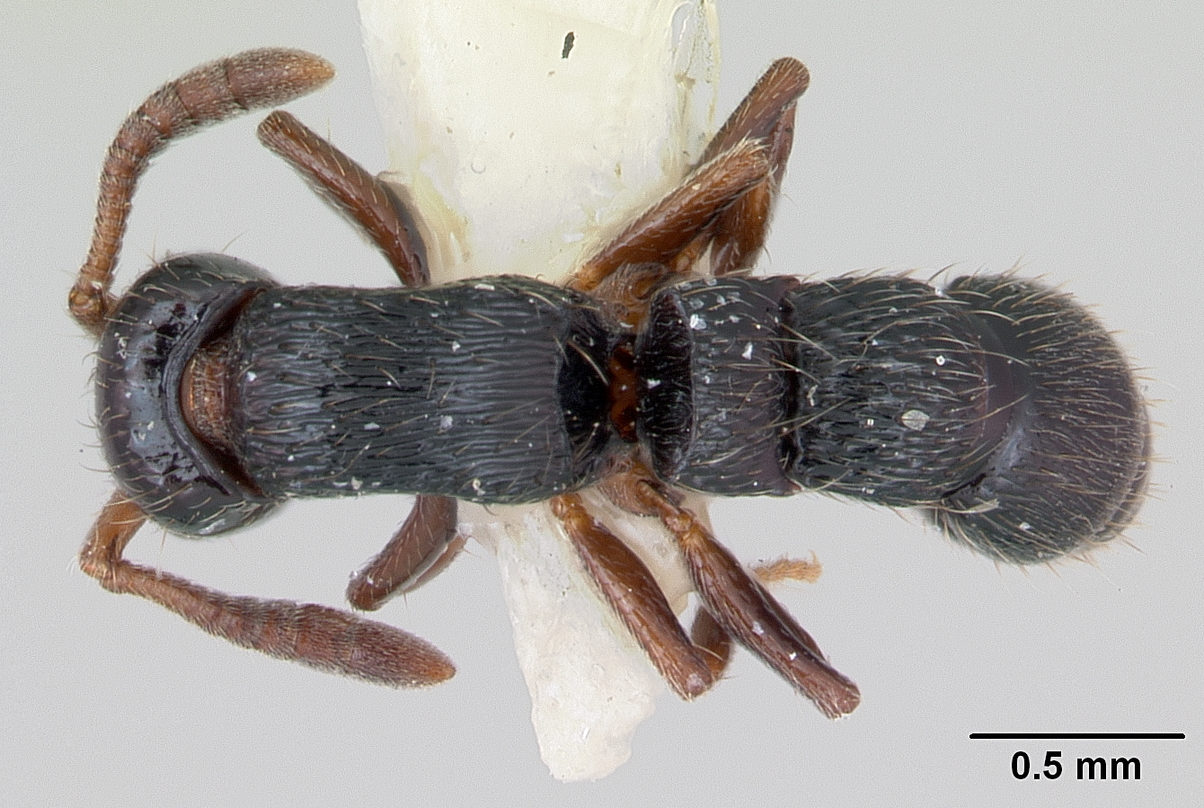
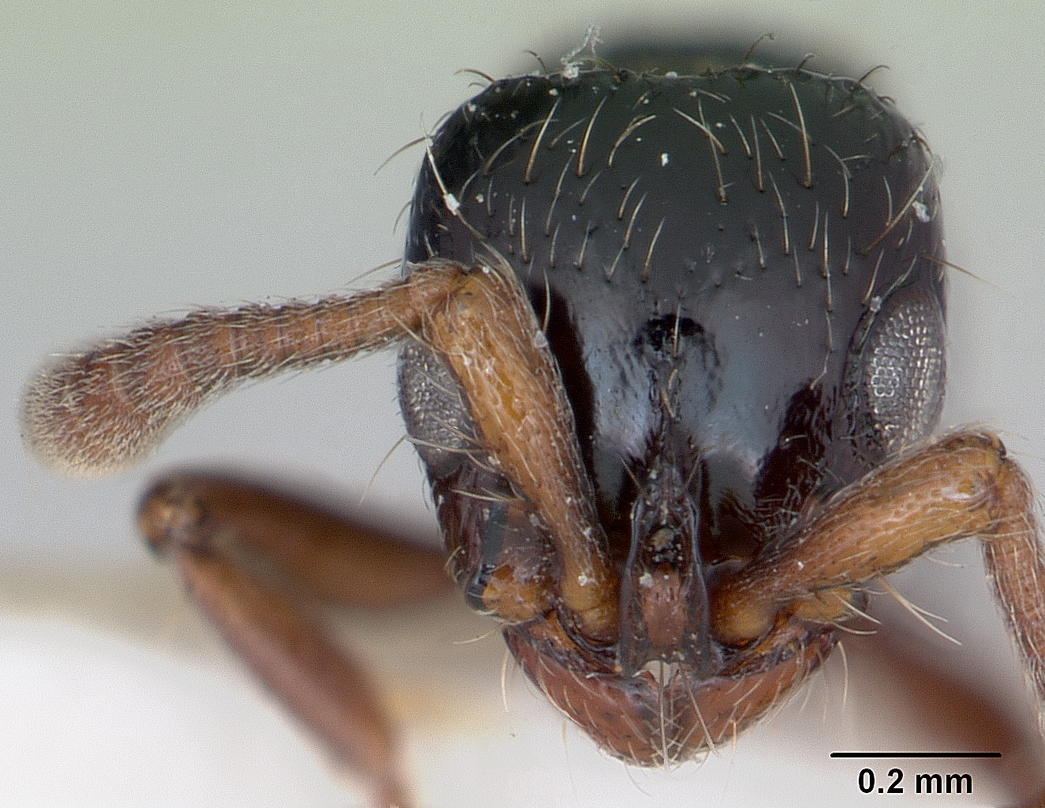
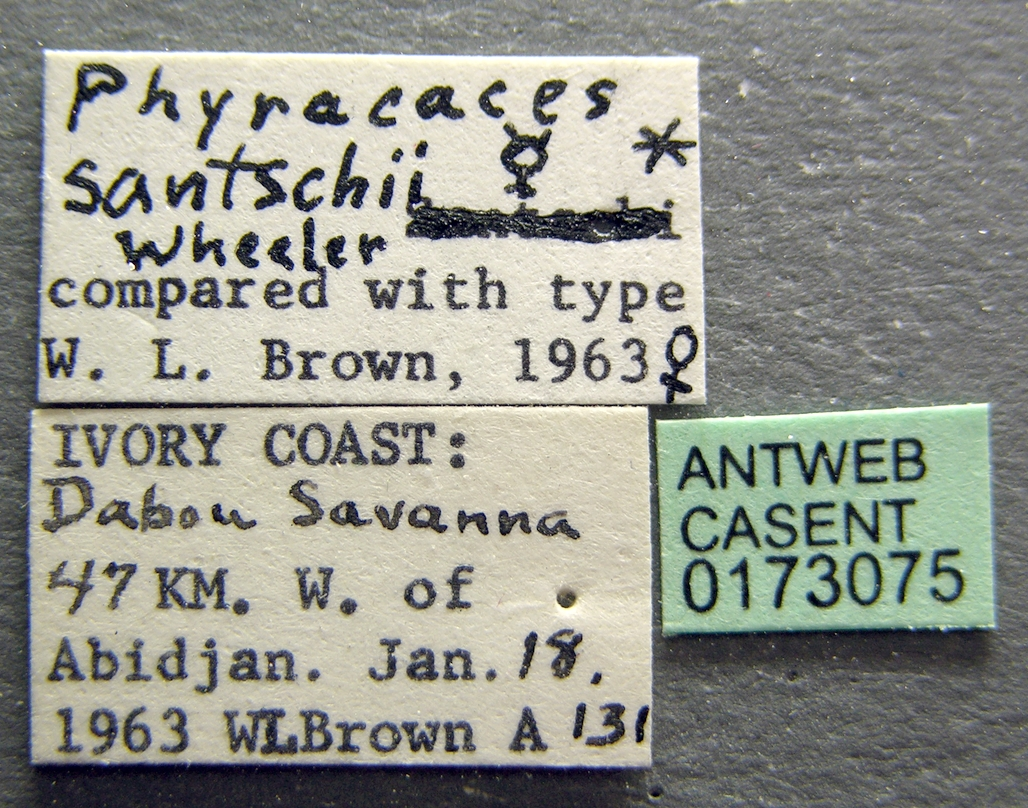
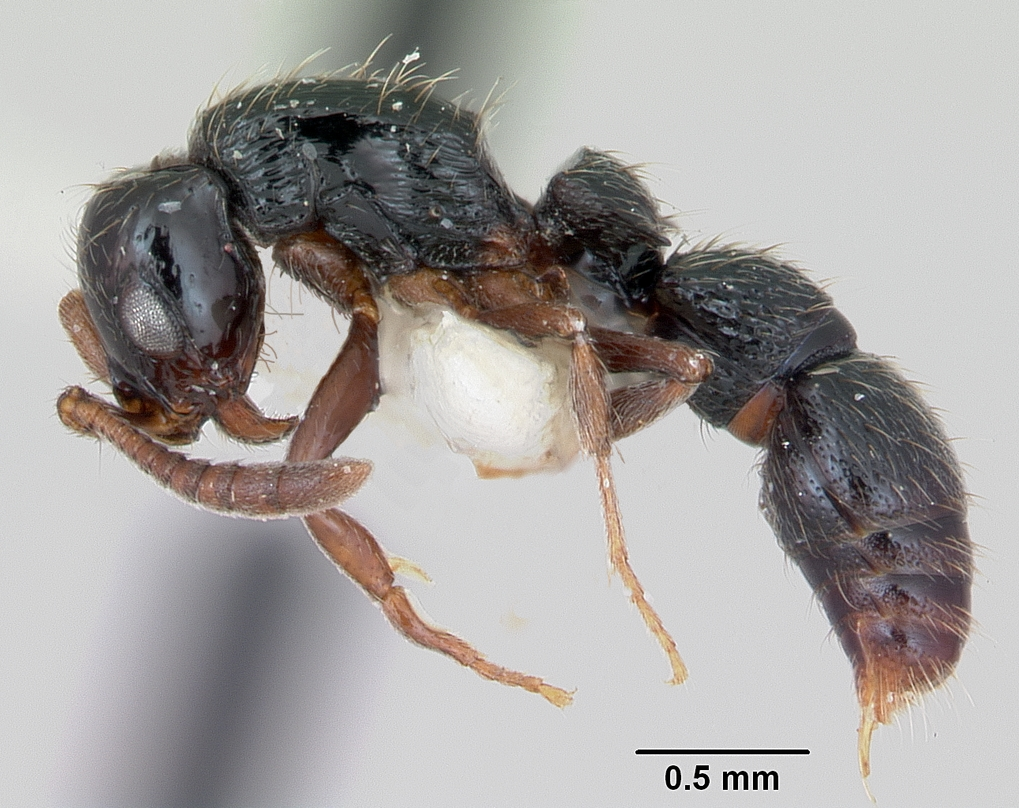